# 大河原重信
大河原 重信（おおかわら しげのぶ、1890年（明治23年）12月20日 - 没年不詳）は、日本の検事。朝鮮総督府官僚。海軍司政長官。弁護士。

## 経歴
長野県に石田善吉の三男として生まれ、大河原昇五郎の養子となった。1917年（大正6年）、東京帝国大学法科大学独法科を卒業し、朝鮮銀行に入ったが翌年に退職した。1919年（大正8年）に司法官試補となり、東京地方裁判所判事、土浦区裁判所検事・水戸地方裁判所検事、八日市場区裁判所検事・千葉地方裁判所検事、東京区裁判所検事・東京地方裁判所検事を歴任。
1930年（昭和5年）、朝鮮総督府道事務官に転じ、咸鏡北道財務部長、黄海道警察部長、全羅南道警察部長、慶尚北道警察部長、咸鏡北道内務部長、忠清南道内務部長、釜山税関長を務めた。
1937年（昭和12年）より再び検事となり、名古屋控訴院検事、東京刑事地方裁判所検事、東京控訴院検事を務めた。
その後、海軍司政長官に転じ、南西方面海軍民政府法務局長、セレベス民政部長官を歴任した。
1945年（昭和20年）退官し、弁護士を開業した。